# 布加尔特罗夫
布加尔特罗夫（法語：Bourgaltroff，法語發音：[buʁɡaltʁɔf]）是法国摩泽尔省的一个市镇，属于萨尔堡-萨兰堡区。

## 地理
布加尔特罗夫（48°52'7"N, 6°45'32"E）面积9.75 平方千米，位于法国大東部大區摩泽尔省，该省份为法国东北部内陆省份，是洛林的一部分，西南接默尔特-摩泽尔省，东临下莱茵省，北与卢森堡和德国接壤。
与布加尔特罗夫接壤的市镇（或旧市镇、城区）包括：巴桑、贝内斯特罗夫、比代斯特罗夫、盖布兰、马里蒙-莱贝内斯特罗夫、韦加维尔。

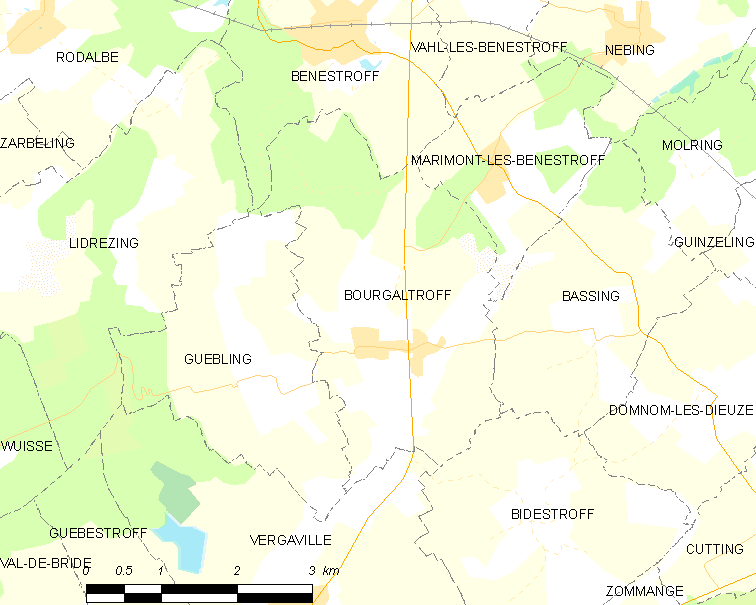
布加尔特罗夫的OSM定位图

布加尔特罗夫的时区为UTC+01:00、UTC+02:00（夏令时）。

## 行政
布加尔特罗夫的邮政编码为57260，INSEE市镇编码为57098。

## 政治
布加尔特罗夫所属的省级选区为索努瓦县。

## 人口

1962-2008年间布加尔特罗夫人口变化图示

布加尔特罗夫于2022年1月1日时的人口数量为226人。